# Menace Beach
Menace Beach è un videogioco a piattaforme sviluppato da Color Dreams e pubblicato nel 1990 per Nintendo Entertainment System.

## Modalità di gioco
Il giocatore controlla uno skater senza nome la cui fidanzata, Bunny, è stata rapita da Demon Dan. L'eroe deve salvarla, con l'aiuto del suo skateboard e di tutto ciò che può trovare: bombe, rane e bottiglie possono essere usati per superare alcuni ostacoli e per sconfiggere alcuni nemici, tra cui ninja, clown e lavoratori portuali. Alla fine dell'ultimo livello bisognerà affrontare Demon Dan. Il gioco è stato considerato controverso, perché tra un livello e l'altro i vestiti di Bunny si riducono gradualmente, fino a lasciarla in reggiseno e mutandine.

## Altre versioni
Nel 1991 una versione modificata venne pubblicata per Famicom sotto il nome Miss Peach World (ミスピーチワールド?, Misu Pīchi Wārudo). Questa rende il protagonista di sesso femminile e aggiunge delle immagini pornografiche che vengono mostrate tra un livello e l'altro. Nonostante la principessa Peach appaia nella copertina ella non è inserita nel gioco.
Nel 1995 un'altra versione modificata venne pubblicata con il nome Sunday Funday. Questo fu anche l'ultimo gioco in assoluto a venire pubblicato per NES in occidente.